# Brigade de fusiliers marins
 (décembre 2009).
La brigade des fusiliers marins est une unité de la Marine française qui a combattu aux côtés de l'armée belge en 1914-1915 et qui s'est sacrifiée en octobre 1914 à Dixmude pour arrêter l'avancée de l'armée allemande et protéger Dunkerque.

## Origine de la brigade
Lorsque la guerre est déclarée en août 1914, la Marine française dispose de fusiliers marins inemployés à bord de ses bâtiments, car les principaux combats sont terrestres. Pour utiliser ces hommes, il est décidé, le 7 août 1914, de créer une brigade forte de 6 000 hommes organisée en deux régiments qui seront les 1er et 2e régiments de fusiliers marins. Le commandement de la brigade est confié à Pierre Alexis Ronarc'h qui vient d'être nommé contre-amiral. La première mission confiée est la défense de la capitale et de sa banlieue d'où la garnison habituelle est partie.

## Organisation de la brigade
La brigade est constituée d'un état-major, des deux régiments et d'une compagnie de mitrailleuses de 15 sections. Chaque régiment est commandé par un capitaine de vaisseau et composé lui-même d'un état-major et de 3 bataillons.
L'organisation est calquée sur celle des régiments d'infanterie de 1914, à l'exception des sections de mitrailleuses qui sont indépendantes des régiments.

## Le recrutement
Sur les 6 600 inscrits maritimes versés dans la brigade de fusiliers marins commandée par l'amiral Ronarc'h, la plupart étaient bretons.
Dans les effectifs on remarque 700 apprentis fusiliers marins très jeunes (jeunes engagés ayant à peine seize ans et demi), et des réservistes du dépôt de Lorient, anciens chauffeurs ou mécaniciens de la flotte. L’extrême jeunesse des apprentis surprend les Parisiens qui leur donnent le surnom de « Demoiselles de la Marine » ou de « Demoiselles aux pompons rouges » .
Ils sont rejoints à Paris par des renforts arrivant des autres ports : Rochefort, Brest, Cherbourg et Toulon. Ces renforts comprennent des marins au long cours, des pêcheurs ou caboteurs, qui vont se transformer rapidement en soldats de l'armée de terre en remplaçant la vareuse par la capote.

## Envoyés en renfort en Belgique
En octobre 1914, les Allemands en surnombre menacent d'anéantir les défenses belges. La brigade reçoit la mission de quitter Paris pour aller en renfort de l'armée belge, cette mission étant également donnée à la 87e division d'infanterie territoriale. Il s'agit d'aider l'armée belge à se replier vers la France et de protéger le port stratégique de Dunkerque.
La brigade est transportée en train dans les Flandres, puis elle se dirige vers Anvers où se trouve assiégée l'armée belge. À Gand, la brigade s'arrête, la voie étant coupée au-delà.
Les fusiliers marins se battent à Melle les 9, 10 et 11 octobre pour protéger la retraite des troupes belges ayant évacué Anvers. Ensuite, ils décrochent vers Dixmude qu’ils atteignent le 15 octobre après une marche épuisante. Poursuivis par cinquante mille Allemands, ces hommes habitués à vivre nu-pieds sur le pont de leurs bateaux, fournissent des marches de trente et quarante kilomètres.
Le lendemain, 16 octobre, la ligne de défense des marins est à peine établie que les Allemands déclenchent à 16 heures leur première attaque par artillerie et infanterie. Les combats pour la possession de Dixmude viennent de commencer, opposant 6 000 marins de la brigade commandée par l'amiral Ronarc'h et 5 000 Belges commandés par le colonel Meiser à trois corps de réserve d'armées allemands, sous les ordres du prince de Wurtemberg, environ 30 000 hommes.

## La décision du général Foch
Les états-majors français et belge se rencontrent, et, compte tenu de l'évolution de la situation, pensent qu'il est désormais possible d'arrêter l'invasion allemande le long de la côte.
Le général Foch, commandant en chef adjoint de la zone Nord, raconte ainsi sa stratégie :

« On tiendra pour cela sur l’Yser, de la Mer du Nord à Dixmude, avec l’armée belge rapidement reconstituée ; au point d’appui de Dixmude, avec la brigade de fusiliers marins ; sur l’Yperlé, plus au sud, et jusqu’à Ypres avec les troupes territoriales qui s’y trouvent déjà et que je renforce rapidement de divisions de cavalerie. On attendra dans ces conditions l’arrivée des renforts français que le général en chef nous fait espérer. »

Au soir du 16 octobre, Foch adresse à l'amiral Ronarc'h une instruction lui fixant sa mission à Dixmude :

« Dans les circonstances où nous sommes, la tactique que vous avez à pratiquer ne comporte pas d’idée de manœuvre, mais simplement et au plus haut point, l’idée de résister là où vous êtes. Dans ce but, il y a lieu de préparer sans aucune réserve la mise en œuvre, dans une situation abritée, et de bonnes conditions, de tous vos moyens. Quant à la conduite à tenir, elle consiste pour vous à arrêter net l’ennemi, par la puissance de vos feux en particulier. C’est dire qu’elle est facile à tenir avec les effectifs et les moyens dont vous disposez, qu’elle vous permet d’occuper une grande étendue de terrain et que vous ne devez songer à évacuer la position que sur un ordre formel de vos supérieurs ou à la suite de l’enlèvement de « toute » la position par l’ennemi. Inutile de dire que je compte entièrement sur votre dévouement pour remplir cette mission. »

Ronarc'h retransmet l'ordre à ses marins : 

« Le rôle que vous avez à remplir est de sauver notre aile gauche jusqu'à l'arrivée des renforts. Sacrifiez-vous. Tenez au moins quatre jours. »

## Déroulement de la bataille de Dixmude

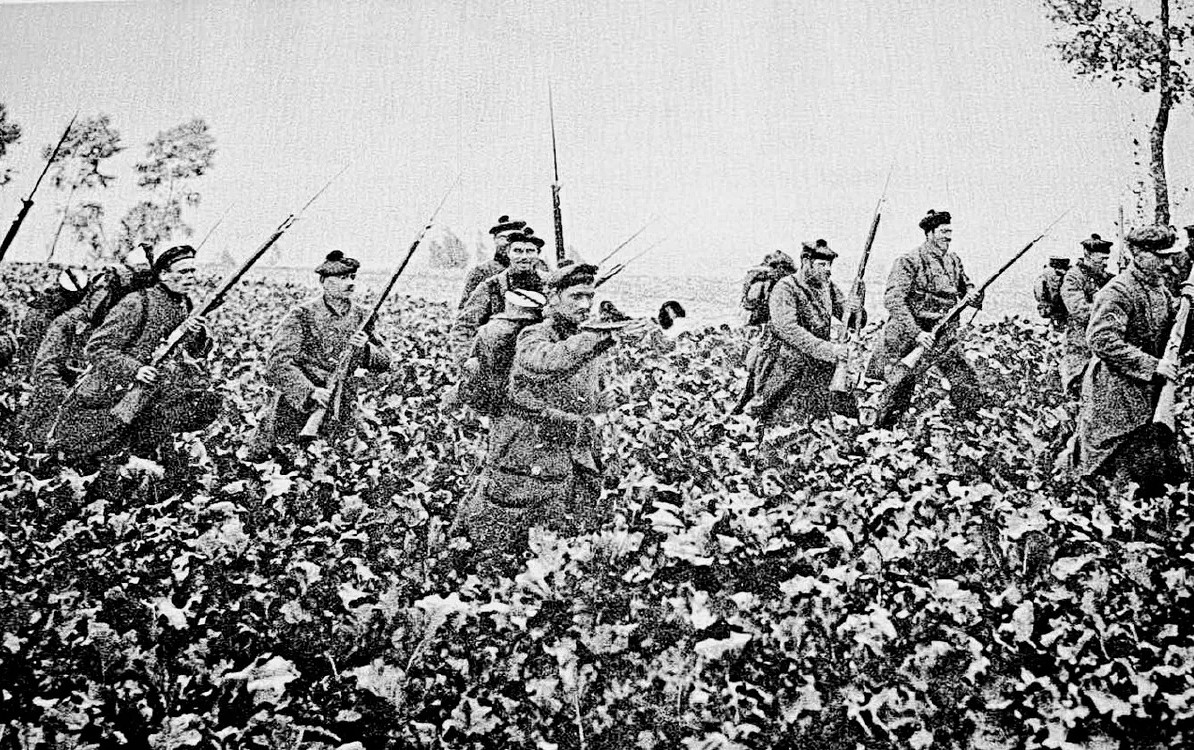
Soldats lors de la Bataille de Dixmude (carte postale, 1914).

Le 24 octobre à 9 h du soir, le prince de Wurtemberg lance une attaque générale avec comme objectif de percer le front en direction de Furnes. Deux colonnes vont assaillir le front Nieuport-Dixmude tenu par les Belges et deux autres colonnes vont concentrer leurs efforts sur Dixmude, après une formidable préparation d'artillerie.
Le 26 octobre, les marins sont renforcés par le 2e régiment mixte colonial aux ordres du lieutenant-colonel Pelletier. Ce régiment comprend deux bataillons : le 3e bataillon sénégalais d'Algérie (commandant Frèrejean) et le 1er bataillon sénégalais d'Algérie (commandant Brochot).
Le 28 octobre, à la suite d'une décision prise le 25, les Belges ouvrent les vannes et inondent la rive gauche de l'Yser entre ce fleuve et la chaussée de chemin de fer de Dixmude à Nieuport, faisant de Dixmude une presqu'île artificielle. Ces inondations, décidées par Albert Ier de Belgique sur proposition de l'état-major de l'armée belge, sauvèrent la situation sur l'Yser.
Le 10 novembre, les défenseurs de Dixmude sont contraints, après d'âpres combats qui se terminent en corps à corps à la baïonnette ou au couteau, d'abandonner la ville en feu et de repasser sur la rive gauche de l'Yser.
Ils s'étaient engagés à tenir la ville pendant quatre jours, mais ils ont tenu trois semaines, face à environ 50 000 Allemands qui ont laissé 10 000 morts et plus de 4 000 blessés[réf. nécessaire].

## Des pertes très importantes
Les pertes des défenseurs sont élevées. Les marins perdent 3 000 hommes morts ou hors de combat : 23 officiers, 37 officiers mariniers, 450 quartiers maîtres et matelots ont été tués ; 52 officiers, 108 officiers mariniers, 1 774 quartiers maîtres et matelots sont blessés ; 698 ont été faits prisonniers ou sont portés disparus.
Concernant les tirailleurs sénégalais, il reste 400 hommes au bataillon Frèrejean et seulement 11, dont un capitaine, au bataillon Brochot : 411 survivants sur 2 000.
Le 15 novembre, l'offensive allemande est définitivement stoppée.

## Suites de la bataille
Le sacrifice de la brigade a eu un grand retentissement en France. On remarqua que cette unité n'avait pas de drapeau. Pour réparer cet oubli, les rescapés de la brigade de fusiliers marins sont rassemblés près de Dunkerque le 11 janvier 1915. Raymond Poincaré, président de la République, accompagné de Victor Augagneur, ministre de la Marine, remet solennellement à l'amiral Ronarc'h le drapeau des fusiliers marins, dont la garde est confiée au deuxième régiment.
Fin janvier 1915, la brigade s'installe dans le secteur de Nieuport.
De janvier à mai 1915, les fronts dans les Flandres vont progressivement se stabiliser jusqu'à l'offensive alliée de juillet 1917.

## Dissolution de la brigade
En novembre 1915, le gouvernement français décide de dissoudre la brigade de fusiliers marins, à la suite de la demande de la Marine nationale qui a besoin de ses personnels pour lutter contre les sous-marins allemands. Il est décidé que le drapeau des fusiliers-marins restera au front des armées avec un bataillon, une compagnie de pontonniers et huit sections de mitrailleuses. Le rôle des deux régiments est clos le 10 décembre 1915.
Pendant les seize mois au front, la brigade de fusiliers marins, a perdu, en tués, blessés ou disparus, 172 officiers, 346 officiers mariniers et environ 6 000 quartiers maîtres et matelots, soit l'équivalent de son effectif initial majoritairement composé de Bretons.

## Mascotte
La mascotte du régiment est un baudet recueilli en Flandre, « un tout petit âne à la robe cendrée, à la mine placide et l'air goguenard ». Il transporte les blessés lors de la bataille de Dixmude, se couchant sur les chemins et sous les arbres en cas de danger. Baptisé Dixmude par la brigade, il est décoré de la Légion d'Honneur et de la Croix de guerre. Lorsque l'unité, dissoute, rentre à Lorient, il défile à l'arrière-garde du détachement. « Il avait fort bonne mine ainsi, marchant allègrement, tout chargé de son barda de campagne, le petit baudet de Flandre, et il semblait s'en rendre bien compte à la manière dont il dressait fièrement sa tête narquoise portant, tout au sommet, entre deux oreilles incessamment mouvantes, le pompon de soie écarlate, symbole immortel désormais de l'inoubliable « Épopée » ». Il poursuit ses « obligations militaires » au 3° dépôt des équipages de la Flotte où « dorénavant pour la vie lui sont assurés bon gîte et copieuse provende ». Il y passe le reste de son existence et y est enterré. L'un de ses fers et ses décorations sont conservés au musée de La contemporaine.

## L'affaire de la plaque commémorative
En 2006 une plaque commémorative en langue bretonne a été installée à Dixmude en l'honneur des combattants bretons morts au cours, notamment, de la bataille d'octobre et novembre 1914. Elle porte l'inscription (en breton) : "Enor d'ar Vretoned marv e Diksmude évite ar frankiz d'ar 16 a viz Du 1914" («Honneur aux Bretons morts à Dixmude pour la liberté le 16 novembre 1914»). Cette plaque commémorative a été retirée en 2008 après  avoir été dégradée et non remise en place depuis. L'association bretonne Koun Breizh a demandé en 2025 au bourgmestre de Dixmude de la remettre en place.